# 1re étape du Tour de France 1985
Pour un article plus général, voir Tour de France 1985.
La 1ère étape du Tour de France 1985 s’est déroulée le 29 juin 1985 entre Vannes et Lanester sur une distance de 256 km à travers les routes du Morbihan. Elle est remportée au sprint par le Belge Rudy Matthijs en 6 h 32 min et 52 s. Il devance son compatriote Eric Vanderaerden qui endosse le maillot jaune par le jeu des bonifications.

## Parcours
Sprints intermédiaires :
- Km 26,5: Bel-Air
- Km 58: Ploërmel
- Km 180,5: Gourin
- Km 243,5: Lorient

Cols et côtes:
- Km 192: Côte de Le Hellès - 1,4km à 6,7% (4e catégorie)
- Km 220,5: Côte de Questenen - 1,2km à 5% (4e catégorie)

## Déroulement de l'étape
Au lendemain de la prise de pouvoir par Bernard Hinault lors du prologue, les prétendants sont nombreux pour remporter cette première étape en ligne. Le début de course est marqué par quelques tentatives d’échappées mais le peloton reste groupé jusqu’au premier sprint intermédiaire de Bel-Air (km 26,5), où le Belge Eric Vanderaerden s’impose et empoche 10 secondes de bonification lui permettant d’être virtuellement maillot jaune.
Le Néerlandais Maarten Ducrot s’échappe ensuite et creuse un écart important avec le peloton qui laisse filer. Il comptera jusqu’à 16 min 5 s d’avance au km 113 et en profite pour grappiller les points et les bonifications aux sprints intermédiaires de Ploërmel et de Gourin, et les points au classement du meilleur grimpeur des deux côtes au programme. Mais après plus de 200 km d’échappée, Ducrot est repris par le peloton emmené par les Panasonic-Raleigh qui entendent bien faire coup double en plaçant sur orbite Eric Vanderaerden pour une victoire dans les rues de Lanester.
Dès lors, après la jonction, les tentatives d’échappée se multiplient dans les 20 derniers kilomètres, en vain. La décision finale se fera au sprint et, à ce petit jeu, c’est le Belge Rudy Matthijs qui s’impose devant Eric Vanderaerden, Sean Kelly et Guido Bontempi.
En récoltant 36 secondes de bonification sur le parcours, Vanderaerden endosse le maillot jaune en lieu et place de Bernard Hinault qui déclarera ensuite ne pas avoir cherché à faire la course aux bonifications.

## Abandons
- Angel Arroyo (Zor-Novotel)[3]

## Résultats

### Classement de l'étape
| \| Classement de l'étape \| Classement de l'étape \| Classement de l'étape \| Classement de l'étape \| Classement de l'étape \| \| Coureur \| Coureur \| Pays \| Équipe \| Temps \| \| --------------------- \| -------------------------- \| --------------------- \| ---------------------- \| --------------------- \| \| 1er \| Rudy Matthijs \| Belgique \| Hitachi-Splendor \| 6 h 32 min 52 s \| \| 2e \| Eric Vanderaerden \| Belgique \| Panasonic-Raleigh \| + 0 s \| \| 3e \| Sean Kelly \| Irlande \| Skil-Sem-Kas-Miko \| + 0 s \| \| 4e \| Guido Bontempi \| Italie \| Carrera-Inoxpran \| + 0 s \| \| 5e \| Francis Castaing \| France \| Peugeot-Shell-Michelin \| + 0 s \| \| 6e \| Kim Andersen \| Danemark \| La Vie claire-Radar \| + 0 s \| \| 7e \| Jean-Philippe Vandenbrande \| Belgique \| Hitachi-Splendor \| + 0 s \| \| 8e \| Eric McKenzie \| Nouvelle-Zélande \| Lotto-Merckx \| + 0 s \| \| 9e \| Adrie van der Poel \| Pays-Bas \| Kwantum Hallen-Decosol \| + 0 s \| \| 10e \| Charly Mottet \| France \| Renault-Elf \| + 0 s \| |                            |                  |                        |                 |
| |                            |                  |                        |                 |
| |                            |                  |                        |                 |
| Classement de l'étape |                            |                  |                        |                 |
| Coureur | Coureur                    | Pays             | Équipe                 | Temps           |
| 1er | Rudy Matthijs              | Belgique         | Hitachi-Splendor       | 6 h 32 min 52 s |
| 2e | Eric Vanderaerden          | Belgique         | Panasonic-Raleigh      | + 0 s           |
| 3e | Sean Kelly                 | Irlande          | Skil-Sem-Kas-Miko      | + 0 s           |
| 4e | Guido Bontempi             | Italie           | Carrera-Inoxpran       | + 0 s           |
| 5e | Francis Castaing           | France           | Peugeot-Shell-Michelin | + 0 s           |
| 6e | Kim Andersen               | Danemark         | La Vie claire-Radar    | + 0 s           |
| 7e | Jean-Philippe Vandenbrande | Belgique         | Hitachi-Splendor       | + 0 s           |
| 8e | Eric McKenzie              | Nouvelle-Zélande | Lotto-Merckx           | + 0 s           |
| 9e | Adrie van der Poel         | Pays-Bas         | Kwantum Hallen-Decosol | + 0 s           |
| 10e | Charly Mottet              | France           | Renault-Elf            | + 0 s           |

### Points attribués maillot vert
| Arrivée d’étape Lanester | Arrivée d’étape Lanester   | Arrivée d’étape Lanester | Arrivée d’étape Lanester    | Arrivée d’étape Lanester |
| ------------------------ | -------------------------- | ------------------------ | --------------------------- | ------------------------ |
|                          | Coureur                    | Pays                     | Équipe                      | Point(s)                 |
| 1er                      | Rudy Matthijs              | Belgique                 | Hitachi-Splendor            | 25                       |
| 2e                       | Eric Vanderaerden          | Belgique                 | Panasonic-Raleigh           | 24                       |
| 3e                       | Sean Kelly                 | Irlande                  | Skil-Sem-Kas-Miko           | 23                       |
| 4e                       | Guido Bontempi             | Italie                   | Carrera-Inoxpran            | 22                       |
| 5e                       | Francis Castaing           | France                   | Peugeot-Shell-Michelin      | 21                       |
| 6e                       | Kim Andersen               | Danemark                 | La Vie Claire-Wonder-Radar  | 20                       |
| 7e                       | Jean-Philippe Vandenbrande | Belgique                 | Lotto-Eddy Merckx           | 19                       |
| 8e                       | Eric McKenzie              | Nouvelle-Zélande         | Lotto-Eddy Merckx           | 18                       |
| 9e                       | Adrie van der Poel         | Pays-Bas                 | Kwantum Hallen-Decosol-Yoko | 17                       |
| 10e                      | Charly Mottet              | France                   | Renault-Elf                 | 16                       |
| modifier                 |                            |                          |                             |                          |

### Points attribués sprints intermédiaires Catch
| Sprint intermédiaire Catch Bel-Air (km 26,5) | Sprint intermédiaire Catch Bel-Air (km 26,5) | Sprint intermédiaire Catch Bel-Air (km 26,5) | Sprint intermédiaire Catch Bel-Air (km 26,5) | Sprint intermédiaire Catch Bel-Air (km 26,5) |
| -------------------------------------------- | -------------------------------------------- | -------------------------------------------- | -------------------------------------------- | -------------------------------------------- |
|                                              | Coureur                                      | Pays                                         | Équipe                                       | Point(s)                                     |
| 1er                                          | Eric Vanderaerden                            | Belgique                                     | Panasonic-Raleigh                            | 3                                            |
| 2e                                           | Jozef Lieckens                               | Belgique                                     | Lotto-Eddy Merckx                            | 2                                            |
| 3e                                           | Eric McKenzie                                | Nouvelle-Zélande                             | Lotto-Eddy Merckx                            | 1                                            |
| modifier                                     |                                              |                                              |                                              |                                              |

| Sprint intermédiaire Catch Ploërmel (km 58) | Sprint intermédiaire Catch Ploërmel (km 58) | Sprint intermédiaire Catch Ploërmel (km 58) | Sprint intermédiaire Catch Ploërmel (km 58) | Sprint intermédiaire Catch Ploërmel (km 58) |
| ------------------------------------------- | ------------------------------------------- | ------------------------------------------- | ------------------------------------------- | ------------------------------------------- |
|                                             | Coureur                                     | Pays                                        | Équipe                                      | Point(s)                                    |
| 1er                                         | Maarten Ducrot                              | Pays-Bas                                    | Kwantum Hallen-Decosol-Yoko                 | 3                                           |
| 2e                                          | Eric Vanderaerden                           | Pays-Bas                                    | Panasonic-Raleigh                           | 2                                           |
| 3e                                          | Pello Ruiz Cabestany                        | Belgique                                    | Seat-Orbea                                  | 1                                           |
| modifier                                    |                                             |                                             |                                             |                                             |

| Sprint intermédiaire Catch Gourin (km 180,5) | Sprint intermédiaire Catch Gourin (km 180,5) | Sprint intermédiaire Catch Gourin (km 180,5) | Sprint intermédiaire Catch Gourin (km 180,5) | Sprint intermédiaire Catch Gourin (km 180,5) |
| -------------------------------------------- | -------------------------------------------- | -------------------------------------------- | -------------------------------------------- | -------------------------------------------- |
|                                              | Coureur                                      | Pays                                         | Équipe                                       | Point(s)                                     |
| 1er                                          | Maarten Ducrot                               | Belgique                                     | Kwantum Hallen-Decosol-Yoko                  | 3                                            |
| 2e                                           | Sean Kelly                                   | Irlande                                      | Skil-Sem-Kas-Miko                            | 2                                            |
| 3e                                           | Steve Bauer                                  | Canada                                       | La Vie Claire-Wonder-Radar                   | 1                                            |
| modifier                                     |                                              |                                              |                                              |                                              |

| Sprint intermédiaire Catch Lorient (km 243,5) | Sprint intermédiaire Catch Lorient (km 243,5) | Sprint intermédiaire Catch Lorient (km 243,5) | Sprint intermédiaire Catch Lorient (km 243,5) | Sprint intermédiaire Catch Lorient (km 243,5) |
| --------------------------------------------- | --------------------------------------------- | --------------------------------------------- | --------------------------------------------- | --------------------------------------------- |
|                                               | Coureur                                       | Pays                                          | Équipe                                        | Point(s)                                      |
| 1er                                           | Steve Bauer                                   | Canada                                        | La Vie Claire-Wonder-Radar                    | 3                                             |
| 2e                                            | Frédéric Vichot                               | France                                        | Skil-Sem-Kas-Miko                             | 2                                             |
| 3e                                            | Pello Ruiz Cabestany                          | Espagne                                       | Seat-Orbea                                    | 1                                             |
| modifier                                      |                                               |                                               |                                               |                                               |

### Cols et côtes
| Côte de Le Helles (km 192) 4e catégorie | Côte de Le Helles (km 192) 4e catégorie | Côte de Le Helles (km 192) 4e catégorie | Côte de Le Helles (km 192) 4e catégorie | Côte de Le Helles (km 192) 4e catégorie |
| --------------------------------------- | --------------------------------------- | --------------------------------------- | --------------------------------------- | --------------------------------------- |
|                                         | Coureur                                 | Pays                                    | Équipe                                  | Point(s)                                |
| 1er                                     | Maarten Ducrot                          | Pays-Bas                                | Kwantum Hallen-Decosol-Yoko             | 4                                       |
| 2e                                      | Jean-René Bernaudeau                    | France                                  | Fagor                                   | 2                                       |
| 3e                                      | Thierry Claveyrolat                     | France                                  | La Redoute-Cycles MBK                   | 1                                       |
| modifier                                |                                         |                                         |                                         |                                         |

| Côte de Quesneven (km 220,5) 4e catégorie | Côte de Quesneven (km 220,5) 4e catégorie | Côte de Quesneven (km 220,5) 4e catégorie | Côte de Quesneven (km 220,5) 4e catégorie | Côte de Quesneven (km 220,5) 4e catégorie |
| ----------------------------------------- | ----------------------------------------- | ----------------------------------------- | ----------------------------------------- | ----------------------------------------- |
|                                           | Coureur                                   | Pays                                      | Équipe                                    | Point(s)                                  |
| 1er                                       | Maarten Ducrot                            | Pays-Bas                                  | Kwantum Hallen-Decosol-Yoko               | 4                                         |
| 2e                                        | Leo Van Vliet                             | France                                    | Kwantum Hallen-Decosol-Yoko               | 2                                         |
| 3e                                        | Thierry Claveyrolat                       | France                                    | La Redoute-Cycles MBK                     | 1                                         |
| modifier                                  |                                           |                                           |                                           |                                           |

## Classements à l'issue de l'étape

### Classement général
| \| Classement général \| Classement général \| Classement général \| Classement général \| Classement général \| \| Coureur \| Coureur \| Pays \| Équipe \| Temps \| \| ------------------ \| -------------------- \| ------------------ \| ---------------------- \| ------------------ \| \| 1er \| Eric Vanderaerden \| Belgique \| Panasonic-Raleigh \| 6 h 41 min 07 s \| \| 2e \| Bernard Hinault \| France \| La Vie claire-Radar \| + 32 s \| \| 3e \| Steve Bauer \| Canada \| La Vie claire-Radar \| + 43 s \| \| 4e \| Stephen Roche \| Irlande \| La Redoute-Cycles MBK \| + 46 s \| \| 5e \| Rudy Matthijs \| Belgique \| Hitachi-Splendor \| + 47 s \| \| 6e \| Phil Anderson \| Australie \| Panasonic-Raleigh \| + 51 s \| \| 7e \| Pello Ruiz Cabestany \| Espagne \| Orbea-Gin MG \| + 51 s \| \| 8e \| Greg LeMond \| États-Unis \| La Vie claire-Radar \| + 53 s \| \| 9e \| Allan Peiper \| Australie \| Peugeot-Shell-Michelin \| + 56 s \| \| 10e \| Kim Andersen \| Danemark \| La Vie claire-Radar \| + 57 s \| |                      |            |                        |                 |
| |                      |            |                        |                 |
| |                      |            |                        |                 |
| Classement général |                      |            |                        |                 |
| Coureur | Coureur              | Pays       | Équipe                 | Temps           |
| 1er | Eric Vanderaerden    | Belgique   | Panasonic-Raleigh      | 6 h 41 min 07 s |
| 2e | Bernard Hinault      | France     | La Vie claire-Radar    | + 32 s          |
| 3e | Steve Bauer          | Canada     | La Vie claire-Radar    | + 43 s          |
| 4e | Stephen Roche        | Irlande    | La Redoute-Cycles MBK  | + 46 s          |
| 5e | Rudy Matthijs        | Belgique   | Hitachi-Splendor       | + 47 s          |
| 6e | Phil Anderson        | Australie  | Panasonic-Raleigh      | + 51 s          |
| 7e | Pello Ruiz Cabestany | Espagne    | Orbea-Gin MG           | + 51 s          |
| 8e | Greg LeMond          | États-Unis | La Vie claire-Radar    | + 53 s          |
| 9e | Allan Peiper         | Australie  | Peugeot-Shell-Michelin | + 56 s          |
| 10e | Kim Andersen         | Danemark   | La Vie claire-Radar    | + 57 s          |

### Classement par points
| Classement par points | Classement par points | Classement par points | Classement par points  | Classement par points |
| Coureur               | Coureur               | Pays                  | Équipe                 | Points                |
| --------------------- | --------------------- | --------------------- | ---------------------- | --------------------- |
| 1er                   | Eric Vanderaerden     | Belgique              | Panasonic-Raleigh      | 48 pts                |
| 3e                    | Bernard Hinault       | France                | La Vie claire-Radar    | 25 pts                |
| 4e                    | Rudy Matthijs         | Belgique              | Hitachi-Splendor       | 25 pts                |
| 5e                    | Stephen Roche         | Irlande               | La Redoute-Cycles MBK  | 23 pts                |
| 6e                    | Sean Kelly            | Irlande               | Skil-Sem-Kas-Miko      | 23 pts                |
| 7e                    | Guido Bontempi        | Italie                | Carrera-Inoxpran       | 22 pts                |
| 8e                    | Phil Anderson         | Australie             | Panasonic-Raleigh      | 22 pts                |
| 9e                    | Greg LeMond           | États-Unis            | La Vie claire-Radar    | 21 pts                |
| 10e                   | Francis Castaing      | France                | Peugeot-Shell-Michelin | 21 pts                |

### Classement du meilleur grimpeur
| Classement de la montagne | Classement de la montagne | Classement de la montagne | Classement de la montagne    | Classement de la montagne |
| Coureur                   | Coureur                   | Pays                      | Équipe                       | Points                    |
| ------------------------- | ------------------------- | ------------------------- | ---------------------------- | ------------------------- |
| 1er                       | Maarten Ducrot            | Pays-Bas                  | Kwantum Hallen-Decosol       | 8 pts                     |
| 2e                        | Bernard Hinault           | France                    | La Vie claire-Radar          | 7 pts                     |
| 3e                        | Luis Herrera              | Colombie                  | Varta-Café de Colombia-Mavic | 5 pts                     |
| 4e                        | Eric Vanderaerden         | Belgique                  | Panasonic-Raleigh            | 4 pts                     |
| 5e                        | Stephen Roche             | Irlande                   | La Redoute-Cycles MBK        | 3 pts                     |
| 6e                        | Antonio Agudelo           | Colombie                  | Varta-Café de Colombia-Mavic | 2 pts                     |
| 7e                        | Jean-René Bernaudeau      | France                    | Fagor                        | 2 pts                     |
| 8e                        | Leo van Vliet             | Pays-Bas                  | Kwantum Hallen-Decosol       | 2 pts                     |
| 9e                        | Thierry Claveyrolat       | France                    | La Redoute-Cycles MBK        | 2 pts                     |

### Classement des sprints intermédiaires
| Classement des sprints | Classement des sprints | Classement des sprints | Classement des sprints | Classement des sprints |
| Coureur                | Coureur                | Pays                   | Équipe                 | Points                 |
| ---------------------- | ---------------------- | ---------------------- | ---------------------- | ---------------------- |
| 2e                     | Eric Vanderaerden      | Belgique               | Panasonic-Raleigh      | 5 pts                  |
| 3e                     | Steve Bauer            | Canada                 | La Vie claire-Radar    | 4 pts                  |

### Classement du meilleur jeune
| Classement du meilleur jeune | Classement du meilleur jeune | Classement du meilleur jeune | Classement du meilleur jeune | Classement du meilleur jeune |
| Coureur                      | Coureur                      | Pays                         | Équipe                       | Temps                        |
| ---------------------------- | ---------------------------- | ---------------------------- | ---------------------------- | ---------------------------- |
| 1er                          | Steve Bauer                  | Canada                       | La Vie claire-Radar          | 6 h 41 min 50 s              |
| 2e                           | Pello Ruiz Cabestany         | Espagne                      | Orbea-Gin MG                 | + 8 s                        |
| 3e                           | Thierry Marie                | France                       | Renault-Elf                  | + 18 s                       |

### Classement par équipes
| Classement par équipes | Classement par équipes | Classement par équipes | Classement par équipes |
| Équipe                 | Équipe                 | Pays                   | Temps                  |
| ---------------------- | ---------------------- | ---------------------- | ---------------------- |
| 1re                    | La Vie claire-Radar    | France                 | 20 h 05 min 32 s       |
| 2e                     | Panasonic-Raleigh      | Pays-Bas               | + 18 s                 |
| 3e                     | Lotto                  | Belgique               | + 36 s                 |